# Biathlon-Europacup 2004/05
Der Biathlon-Europacup 2004/05 wurde als Unterbau zum Biathlon-Weltcup 2004/05 veranstaltet. Startberechtigt waren Starter und Starterinnen aller Kontinente.

## Ergebnisse Frauenwettbewerbe
| 1. Europacup in Geilo, 20. November 2004 – 21. November 2004 | 1. Europacup in Geilo, 20. November 2004 – 21. November 2004 | 1. Europacup in Geilo, 20. November 2004 – 21. November 2004 | 1. Europacup in Geilo, 20. November 2004 – 21. November 2004 | 1. Europacup in Geilo, 20. November 2004 – 21. November 2004 |
| ------------------------------------------------------------ | ------------------------------------------------------------ | ------------------------------------------------------------ | ------------------------------------------------------------ | ------------------------------------------------------------ |
| Datum                                                        | Disziplin                                                    | Erster Platz                                                 | Zweiter Platz                                                | Dritter Platz                                                |
| 20. November 2004 (Sa.)                                      | Einzel (15 km)                                               | Albina Achatowa                                              | Irina Malgina                                                | Natalja Gussewa                                              |
| 21. November 2004 (So.)                                      | Sprint (7,5 km)                                              | Olga Saizewa                                                 | Anna Bogali                                                  | Swetlana Tschernoussowa                                      |

| 2. Europacup in Geilo, 27. November 2004 – 28. November 2004 | 2. Europacup in Geilo, 27. November 2004 – 28. November 2004 | 2. Europacup in Geilo, 27. November 2004 – 28. November 2004 | 2. Europacup in Geilo, 27. November 2004 – 28. November 2004 | 2. Europacup in Geilo, 27. November 2004 – 28. November 2004 |
| ------------------------------------------------------------ | ------------------------------------------------------------ | ------------------------------------------------------------ | ------------------------------------------------------------ | ------------------------------------------------------------ |
| Datum                                                        | Disziplin                                                    | Erster Platz                                                 | Zweiter Platz                                                | Dritter Platz                                                |
| 27. November 2004 (Sa.)                                      | Sprint (7,5 km)                                              | Swetlana Tschernoussowa                                      | Olga Saizewa                                                 | Liv Grete Poirée                                             |
| 28. November 2004 (So.)                                      | Verfolgung (10 km)                                           | Julija Makarowa                                              | Irina Malgina                                                | Liu Xianying                                                 |

| 3. Europacup in Obertilliach, 11. Dezember 2004 – 12. Dezember 2004 | 3. Europacup in Obertilliach, 11. Dezember 2004 – 12. Dezember 2004 | 3. Europacup in Obertilliach, 11. Dezember 2004 – 12. Dezember 2004 | 3. Europacup in Obertilliach, 11. Dezember 2004 – 12. Dezember 2004 | 3. Europacup in Obertilliach, 11. Dezember 2004 – 12. Dezember 2004 |
| ------------------------------------------------------------------- | ------------------------------------------------------------------- | ------------------------------------------------------------------- | ------------------------------------------------------------------- | ------------------------------------------------------------------- |
| Datum                                                               | Disziplin                                                           | Erster Platz                                                        | Zweiter Platz                                                       | Dritter Platz                                                       |
| 11. Dezember 2004 (Sa.)                                             | Einzel (15 km)                                                      | Jenny Adler                                                         | Jekaterina Jurjewa                                                  | Anna Sorokina                                                       |
| 12. Dezember 2004 (So.)                                             | Sprint (7,5 km)                                                     | Jenny Adler                                                         | Julija Makarowa                                                     | Jekaterina Jurjewa                                                  |

| 4. Europacup in Obertilliach, 17. Dezember 2004 – 18. Dezember 2004 | 4. Europacup in Obertilliach, 17. Dezember 2004 – 18. Dezember 2004 | 4. Europacup in Obertilliach, 17. Dezember 2004 – 18. Dezember 2004 | 4. Europacup in Obertilliach, 17. Dezember 2004 – 18. Dezember 2004 | 4. Europacup in Obertilliach, 17. Dezember 2004 – 18. Dezember 2004 |
| ------------------------------------------------------------------- | ------------------------------------------------------------------- | ------------------------------------------------------------------- | ------------------------------------------------------------------- | ------------------------------------------------------------------- |
| Datum                                                               | Disziplin                                                           | Erster Platz                                                        | Zweiter Platz                                                       | Dritter Platz                                                       |
| 17. Dezember 2004 (Fr.)                                             | Sprint (7,5 km)                                                     | Julija Makarowa                                                     | Jenny Adler                                                         | Jana Romanowa                                                       |
| 18. Dezember 2004 (Sa.)                                             | Verfolgung (10 km)                                                  | Irina Malgina                                                       | Julija Makarowa                                                     | Jenny Adler                                                         |

| 5. Europacup in Mittenwald, 8. Januar 2005 – 9. Januar 2005 | 5. Europacup in Mittenwald, 8. Januar 2005 – 9. Januar 2005 | 5. Europacup in Mittenwald, 8. Januar 2005 – 9. Januar 2005 | 5. Europacup in Mittenwald, 8. Januar 2005 – 9. Januar 2005 | 5. Europacup in Mittenwald, 8. Januar 2005 – 9. Januar 2005 |
| ----------------------------------------------------------- | ----------------------------------------------------------- | ----------------------------------------------------------- | ----------------------------------------------------------- | ----------------------------------------------------------- |
| Datum                                                       | Disziplin                                                   | Erster Platz                                                | Zweiter Platz                                               | Dritter Platz                                               |
| 8. Januar 2005 (Sa.)                                        | Einzel (15 km)                                              | Irina Malgina                                               | Julija Makarowa                                             | Jenny Adler                                                 |
| 9. Januar 2005 (So.)                                        | Sprint (7,5 km)                                             | Swetlana Tschernoussowa                                     | Julija Makarowa                                             | Olga Anissimowa                                             |

| 6. Europacup in Ridnaun, 22. Januar 2005 – 23. Januar 2005 | 6. Europacup in Ridnaun, 22. Januar 2005 – 23. Januar 2005 | 6. Europacup in Ridnaun, 22. Januar 2005 – 23. Januar 2005           | 6. Europacup in Ridnaun, 22. Januar 2005 – 23. Januar 2005                 | 6. Europacup in Ridnaun, 22. Januar 2005 – 23. Januar 2005           |
| ---------------------------------------------------------- | ---------------------------------------------------------- | -------------------------------------------------------------------- | -------------------------------------------------------------------------- | -------------------------------------------------------------------- |
| Datum                                                      | Disziplin                                                  | Erster Platz                                                         | Zweiter Platz                                                              | Dritter Platz                                                        |
| 22. Januar 2005 (Sa.)                                      | Sprint (7,5 km)                                            | Simone Denkinger                                                     | Julija Makarowa                                                            | Irina Malgina                                                        |
| 23. Januar 2005 (So.)                                      | Verfolgung (10 km)                                         | Simone Denkinger                                                     | Irina Malgina                                                              | Olga Anissimowa                                                      |
| 23. Januar 2005 (So.)                                      | Staffel (4 × 6 km)                                         | DeutschlandUte Niziak Barbara Ertl Sabrina Buchholz Simone Denkinger | InternationalKathrin Hitzer Helene Charles Marija Kossinowa Ljubow Petrowa | SchwedenAnna Maria Nilsson Johanna Holma Sara Enqvist Helena Jonsson |

| 7. Europacup in Langdorf-Arbersee, 4. März 2005 – 6. März 2005 | 7. Europacup in Langdorf-Arbersee, 4. März 2005 – 6. März 2005 | 7. Europacup in Langdorf-Arbersee, 4. März 2005 – 6. März 2005 | 7. Europacup in Langdorf-Arbersee, 4. März 2005 – 6. März 2005 | 7. Europacup in Langdorf-Arbersee, 4. März 2005 – 6. März 2005 |
| -------------------------------------------------------------- | -------------------------------------------------------------- | -------------------------------------------------------------- | -------------------------------------------------------------- | -------------------------------------------------------------- |
| Datum                                                          | Disziplin                                                      | Erster Platz                                                   | Zweiter Platz                                                  | Dritter Platz                                                  |
| 4. März 2005 (Fr.)                                             | Supersprint                                                    | Tracy Barnes                                                   | Erin Graham                                                    | Sarah Kamilewicz Riley                                         |
| 5. März 2005 (Sa.)                                             | Sprint (7,5 km)                                                | Christelle Gros                                                | Olga Anissimowa                                                | Katja Beer                                                     |
| 6. März 2005 (So.)                                             | Verfolgung (10 km)                                             | Katja Beer                                                     | Olga Anissimowa                                                | Irina Malgina                                                  |

| 8. Europacup in Gurnigel, 10. März 2005 – 11. März 2005 | 8. Europacup in Gurnigel, 10. März 2005 – 11. März 2005 | 8. Europacup in Gurnigel, 10. März 2005 – 11. März 2005 | 8. Europacup in Gurnigel, 10. März 2005 – 11. März 2005 | 8. Europacup in Gurnigel, 10. März 2005 – 11. März 2005 |
| ------------------------------------------------------- | ------------------------------------------------------- | ------------------------------------------------------- | ------------------------------------------------------- | ------------------------------------------------------- |
| Datum                                                   | Disziplin                                               | Erster Platz                                            | Zweiter Platz                                           | Dritter Platz                                           |
| 10. März 2005 (Do.)                                     | Sprint (7,5 km)                                         | Irina Malgina                                           | Christelle Gros                                         | Niina Jyrkiäinen                                        |
| 11. März 2005 (Fr.)                                     | Verfolgung (10 km)                                      | Irina Malgina                                           | Christelle Gros                                         | Niina Jyrkiäinen                                        |

### Gesamtwertung
Nach 19 von 19 Rennen
| Platz | Sportler                | Land        | Punkte |
| ----- | ----------------------- | ----------- | ------ |
| 1     | Irina Malgina           | Russland    | 722    |
| 2     | Olga Anissimowa         | Russland    | 465    |
| 3     | Julija Makarowa         | Russland    | 446    |
| 4     | Sabrina Buchholz        | Deutschland | 404    |
| 5     | Jenny Adler             | Deutschland | 340    |
| 6     | Barbara Ertl            | Italien     | 305    |
| 7     | Swetlana Tschernoussowa | Russland    | 299    |
| 8     | Jana Romanowa           | Russland    | 252    |
| 9     | Ute Niziak              | Deutschland | 249    |
| 10    | Anna Bogali             | Russland    | 194    |

## Ergebnisse Männerwettbewerbe
| 1. Europacup in Geilo, 20. November 2004 – 21. November 2004 | 1. Europacup in Geilo, 20. November 2004 – 21. November 2004 | 1. Europacup in Geilo, 20. November 2004 – 21. November 2004 | 1. Europacup in Geilo, 20. November 2004 – 21. November 2004 | 1. Europacup in Geilo, 20. November 2004 – 21. November 2004 |
| ------------------------------------------------------------ | ------------------------------------------------------------ | ------------------------------------------------------------ | ------------------------------------------------------------ | ------------------------------------------------------------ |
| Datum                                                        | Disziplin                                                    | Erster Platz                                                 | Zweiter Platz                                                | Dritter Platz                                                |
| 20. November 2004 (Sa.)                                      | Einzel (20 km)                                               | Sergei Roschkow                                              | Sergei Tschepikow                                            | Anstein Mykland                                              |
| 21. November 2004 (So.)                                      | Sprint (10 km)                                               | Magne Thorleiv Rønning                                       | Raphaël Poirée                                               | Michail Kotschkin                                            |

| 2. Europacup in Geilo, 27. November 2004 – 28. November 2004 | 2. Europacup in Geilo, 27. November 2004 – 28. November 2004 | 2. Europacup in Geilo, 27. November 2004 – 28. November 2004 | 2. Europacup in Geilo, 27. November 2004 – 28. November 2004 | 2. Europacup in Geilo, 27. November 2004 – 28. November 2004 |
| ------------------------------------------------------------ | ------------------------------------------------------------ | ------------------------------------------------------------ | ------------------------------------------------------------ | ------------------------------------------------------------ |
| Datum                                                        | Disziplin                                                    | Erster Platz                                                 | Zweiter Platz                                                | Dritter Platz                                                |
| 27. November 2004 (Sa.)                                      | Sprint (12,5 km)                                             | Tomasz Sikora                                                | Sergei Roschkow                                              | Magne Thorleiv Rønning                                       |
| 28. November 2004 (Sa.)                                      | Verfolgung (12,5 km)                                         | Peter Sendel                                                 | Pawel Rostowzew                                              | Magne Thorleiv Rønning                                       |

| 3. Europacup in Obertilliach, 11. Dezember 2004 – 12. Dezember 2004 | 3. Europacup in Obertilliach, 11. Dezember 2004 – 12. Dezember 2004 | 3. Europacup in Obertilliach, 11. Dezember 2004 – 12. Dezember 2004 | 3. Europacup in Obertilliach, 11. Dezember 2004 – 12. Dezember 2004 | 3. Europacup in Obertilliach, 11. Dezember 2004 – 12. Dezember 2004 |
| ------------------------------------------------------------------- | ------------------------------------------------------------------- | ------------------------------------------------------------------- | ------------------------------------------------------------------- | ------------------------------------------------------------------- |
| Datum                                                               | Disziplin                                                           | Erster Platz                                                        | Zweiter Platz                                                       | Dritter Platz                                                       |
| 11. Dezember 2004 (Sa.)                                             | Einzel (20 km)                                                      | Wladimir Grigorjew                                                  | Maxim Maximow                                                       | Witali Tschernyschew                                                |
| 12. Dezember 2004 (So.)                                             | Sprint (10 km)                                                      | Wladimir Grigorjew                                                  | Carsten Pump                                                        | Maxim Maximow                                                       |

| 4. Europacup in Obertilliach, 17. Dezember 2004 – 18. Dezember 2004 | 4. Europacup in Obertilliach, 17. Dezember 2004 – 18. Dezember 2004 | 4. Europacup in Obertilliach, 17. Dezember 2004 – 18. Dezember 2004 | 4. Europacup in Obertilliach, 17. Dezember 2004 – 18. Dezember 2004 | 4. Europacup in Obertilliach, 17. Dezember 2004 – 18. Dezember 2004 |
| ------------------------------------------------------------------- | ------------------------------------------------------------------- | ------------------------------------------------------------------- | ------------------------------------------------------------------- | ------------------------------------------------------------------- |
| Datum                                                               | Disziplin                                                           | Erster Platz                                                        | Zweiter Platz                                                       | Dritter Platz                                                       |
| 17. Dezember 2004 (Fr.)                                             | Sprint (10 km)                                                      | Pawel Rostowzew                                                     | Alexandre Aubert                                                    | Jörn Wollschläger                                                   |
| 18. Dezember 2004 (Sa.)                                             | Verfolgung (12,5 km)                                                | Pawel Rostowzew                                                     | Hans-Peter Foidl                                                    | Carsten Heymann                                                     |

| 5. Europacup in Mittenwald, 8. Januar 2005 – 9. Januar 2005 | 5. Europacup in Mittenwald, 8. Januar 2005 – 9. Januar 2005 | 5. Europacup in Mittenwald, 8. Januar 2005 – 9. Januar 2005 | 5. Europacup in Mittenwald, 8. Januar 2005 – 9. Januar 2005 | 5. Europacup in Mittenwald, 8. Januar 2005 – 9. Januar 2005 |
| ----------------------------------------------------------- | ----------------------------------------------------------- | ----------------------------------------------------------- | ----------------------------------------------------------- | ----------------------------------------------------------- |
| Datum                                                       | Disziplin                                                   | Erster Platz                                                | Zweiter Platz                                               | Dritter Platz                                               |
| 8. Januar 2005 (Sa.)                                        | Einzel (20 km)                                              | Dmitri Jaroschenko                                          | Magne Thorleiv Rønning                                      | Christian De Lorenzi                                        |
| 9. Januar 2005 (So.)                                        | Sprint (10 km)                                              | Carsten Heymann                                             | Tor Halvor Bjørnstad                                        | Andrei Makowejew                                            |

| 6. Europacup in Ridnaun, 22. Januar 2005 – 23. Januar 2005 | 6. Europacup in Ridnaun, 22. Januar 2005 – 23. Januar 2005 | 6. Europacup in Ridnaun, 22. Januar 2005 – 23. Januar 2005                | 6. Europacup in Ridnaun, 22. Januar 2005 – 23. Januar 2005                        | 6. Europacup in Ridnaun, 22. Januar 2005 – 23. Januar 2005                |
| ---------------------------------------------------------- | ---------------------------------------------------------- | ------------------------------------------------------------------------- | --------------------------------------------------------------------------------- | ------------------------------------------------------------------------- |
| Datum                                                      | Disziplin                                                  | Erster Platz                                                              | Zweiter Platz                                                                     | Dritter Platz                                                             |
| 22. Januar 2005 (Sa.)                                      | Sprint (10 km)                                             | Maxim Tschudow                                                            | Andrei Prokunin                                                                   | Magne Thorleiv Rønning                                                    |
| 23. Januar 2005 (So.)                                      | Verfolgung (12,5 km)                                       | Maxim Tschudow                                                            | Jörn Wollschläger                                                                 | Andrei Prokunin                                                           |
| 23. Januar 2005 (So.)                                      | Staffel (4 × 7,5 km)                                       | RusslandDmitri Jaroschenko Andrei Prokunin Maxim Tschudow Alexei Solowjow | NorwegenJohn Ola Ulset Tor Halvor Bjørnstad Håkon Andersen Magne Thorleiv Rønning | DeutschlandHansjörg Reuter Carsten Pump Carsten Heymann Jörn Wollschläger |

| 7. Europacup in Langdorf-Arbersee, 5. März 2005 – 6. März 2005 | 7. Europacup in Langdorf-Arbersee, 5. März 2005 – 6. März 2005 | 7. Europacup in Langdorf-Arbersee, 5. März 2005 – 6. März 2005 | 7. Europacup in Langdorf-Arbersee, 5. März 2005 – 6. März 2005 | 7. Europacup in Langdorf-Arbersee, 5. März 2005 – 6. März 2005 |
| -------------------------------------------------------------- | -------------------------------------------------------------- | -------------------------------------------------------------- | -------------------------------------------------------------- | -------------------------------------------------------------- |
| Datum                                                          | Disziplin                                                      | Erster Platz                                                   | Zweiter Platz                                                  | Dritter Platz                                                  |
| 5. März 2005 (Sa.)                                             | Sprint (10 km)                                                 | Pawel Rostowzew                                                | Jörn Wollschläger                                              | Carsten Pump                                                   |
| 6. März 2005 (So.)                                             | Verfolgung (12,5 km)                                           | Jörn Wollschläger                                              | Michael Rösch                                                  | Julien Ughetto                                                 |

| 8. Europacup in Gurnigel, 10. März 2005 – 11. März 2005 | 8. Europacup in Gurnigel, 10. März 2005 – 11. März 2005 | 8. Europacup in Gurnigel, 10. März 2005 – 11. März 2005 | 8. Europacup in Gurnigel, 10. März 2005 – 11. März 2005 | 8. Europacup in Gurnigel, 10. März 2005 – 11. März 2005 |
| ------------------------------------------------------- | ------------------------------------------------------- | ------------------------------------------------------- | ------------------------------------------------------- | ------------------------------------------------------- |
| Datum                                                   | Disziplin                                               | Erster Platz                                            | Zweiter Platz                                           | Dritter Platz                                           |
| 10. März 2005 (Do.)                                     | Sprint (10 km)                                          | Julien Ughetto                                          | Gaël Poirée                                             | Stefan Zingerle                                         |
| 11. März 2005 (Fr.)                                     | Verfolgung (12,5 km)                                    | Yann Debayle                                            | Julien Ughetto                                          | Gaël Poirée                                             |

### Gesamtwertung
Nach 19 von 19 Rennen
| Platz | Sportler               | Land        | Punkte |
| ----- | ---------------------- | ----------- | ------ |
| 1     | Carsten Pump           | Deutschland | 447    |
| 2     | Jörn Wollschläger      | Deutschland | 447    |
| 3     | Pawel Rostowzew        | Russland    | 395    |
| 4     | Wladimir Grigorjew     | Russland    | 338    |
| 5     | Julien Ughetto         | Frankreich  | 311    |
| 6     | Dmitri Jaroschenko     | Russland    | 306    |
| 7     | Magne Thorleiv Rønning | Norwegen    | 291    |
| 8     | Carsten Heymann        | Deutschland | 284    |
| 9     | Maxim Tschudow         | Russland    | 263    |
| 10    | Andrei Prokunin        | Russland    | 258    |